# Grand Prix Indie 2012
Grand Prix Indie 2012 (oficiálně 2012 Formula 1 Airtel Indian Grand Prix) se jela na okruhu Buddh International Circuit nedaleko města Greater Noida v Indii dne 28. října 2012. Závod byl sedmnáctým v pořadí v sezóně 2012 šampionátu Formule 1.

## Kvalifikace
| Poř.                       | No. | Jezdec             | Konstruktér          | Časy v kvalifikaci | Časy v kvalifikaci | Časy v kvalifikaci | Pořadí na startu |
| Poř.                       | No. | Jezdec             | Konstruktér          | Q1                 | Q2                 | Q3                 | Pořadí na startu |
| -------------------------- | --- | ------------------ | -------------------- | ------------------ | ------------------ | ------------------ | ---------------- |
| 1                          | 1   | Sebastian Vettel   | Red Bull-Renault     | 1:26.387           | 1:25.435           | 1:25.283           | 1                |
| 2                          | 2   | Mark Webber        | Red Bull-Renault     | 1:26.744           | 1:25.610           | 1:25.327           | 2                |
| 3                          | 4   | Lewis Hamilton     | McLaren-Mercedes     | 1:26.516           | 1:25.816           | 1:25.544           | 3                |
| 4                          | 3   | Jenson Button      | McLaren-Mercedes     | 1:26.564           | 1:25.467           | 1:25.649           | 4                |
| 5                          | 5   | Fernando Alonso    | Ferrari              | 1:26.829           | 1:25.834           | 1:25.773           | 5                |
| 6                          | 6   | Felipe Massa       | Ferrari              | 1:26.939           | 1:26.111           | 1:25.857           | 6                |
| 7                          | 9   | Kimi Räikkönen     | Lotus-Renault        | 1:26.740           | 1:26.101           | 1:26.236           | 7                |
| 8                          | 15  | Sergio Pérez       | Sauber-Ferrari       | 1:27.179           | 1:26.076           | 1:26.360           | 8                |
| 9                          | 18  | Pastor Maldonado   | Williams-Renault     | 1:26.048           | 1:25.983           | 1:26.713           | 9                |
| 10                         | 8   | Nico Rosberg       | Mercedes             | 1:26.458           | 1:25.976           | Bez času           | 10               |
| 11                         | 10  | Romain Grosjean    | Lotus-Renault        | 1:26.897           | 1:26.136           |                    | 11               |
| 12                         | 12  | Nico Hülkenberg    | Force India-Mercedes | 1:27.185           | 1:26.241           |                    | 12               |
| 13                         | 19  | Bruno Senna        | Williams-Renault     | 1:26.851           | 1:26.331           |                    | 13               |
| 14                         | 7   | Michael Schumacher | Mercedes             | 1:27.482           | 1:26.574           |                    | 14               |
| 15                         | 16  | Daniel Ricciardo   | Toro Rosso-Ferrari   | 1:27.006           | 1:26.777           |                    | 15               |
| 16                         | 11  | Paul di Resta      | Force India-Mercedes | 1:27.462           | 1:26.989           |                    | 16               |
| 17                         | 14  | Kamui Kobajaši     | Sauber-Ferrari       | 1:27.517           | 1:27.219           |                    | 17               |
| 18                         | 17  | Jean-Éric Vergne   | Toro Rosso-Ferrari   | 1:27.525           |                    |                    | 18               |
| 19                         | 21  | Vitalij Petrov     | Caterham-Renault     | 1:28.756           |                    |                    | 19               |
| 20                         | 20  | Heikki Kovalainen  | Caterham-Renault     | 1:29.500           |                    |                    | 20               |
| 21                         | 24  | Timo Glock         | Marussia-Cosworth    | 1:29.613           |                    |                    | 21               |
| 22                         | 22  | Pedro de la Rosa   | HRT-Cosworth         | 1:30.592           |                    |                    | 22               |
| 23                         | 23  | Narain Karthikeyan | HRT-Cosworth         | 1:30.593           |                    |                    | 23               |
| 24                         | 25  | Charles Pic        | Marussia-Cosworth    | 1:30.662           |                    |                    | 24               |
| 107% času vítěze: 1:32.071 |     |                    |                      |                    |                    |                    |                  |
| Zdroj:                     |     |                    |                      |                    |                    |                    |                  |

## Závod
| Poř.   | No. | Jezdec             | Konstruktér          | Počet kol | Čas/Odstoupení | Pořadí na startu | Body |
| ------ | --- | ------------------ | -------------------- | --------- | -------------- | ---------------- | ---- |
| 1      | 1   | Sebastian Vettel   | Red Bull-Renault     | 60        | 1:31:10.744    | 1                | 25   |
| 2      | 5   | Fernando Alonso    | Ferrari              | 60        | +9.437         | 5                | 18   |
| 3      | 2   | Mark Webber        | Red Bull-Renault     | 60        | +13.217        | 2                | 15   |
| 4      | 4   | Lewis Hamilton     | McLaren-Mercedes     | 60        | +13.909        | 3                | 12   |
| 5      | 3   | Jenson Button      | McLaren-Mercedes     | 60        | +26.266        | 4                | 10   |
| 6      | 6   | Felipe Massa       | Ferrari              | 60        | +44.674        | 6                | 8    |
| 7      | 9   | Kimi Räikkönen     | Lotus-Renault        | 60        | +45.227        | 7                | 6    |
| 8      | 12  | Nico Hülkenberg    | Force India-Mercedes | 60        | +54.998        | 12               | 4    |
| 9      | 10  | Romain Grosjean    | Lotus-Renault        | 60        | +56.103        | 11               | 2    |
| 10     | 19  | Bruno Senna        | Williams-Renault     | 60        | +1:14.975      | 13               | 1    |
| 11     | 8   | Nico Rosberg       | Mercedes             | 60        | +1:21.694      | 10               |      |
| 12     | 11  | Paul di Resta      | Force India-Mercedes | 60        | +1:22.815      | 16               |      |
| 13     | 16  | Daniel Ricciardo   | Toro Rosso-Ferrari   | 60        | +1:26.064      | 15               |      |
| 14     | 14  | Kamui Kobajaši     | Sauber-Ferrari       | 60        | +1:26.495      | 17               |      |
| 15     | 17  | Jean-Éric Vergne   | Toro Rosso-Ferrari   | 59        | +1 kolo        | 18               |      |
| 16     | 18  | Pastor Maldonado   | Williams-Renault     | 59        | +1 kolo        | 9                |      |
| 17     | 21  | Vitalij Petrov     | Caterham-Renault     | 59        | +1 kolo        | 19               |      |
| 18     | 20  | Heikki Kovalainen  | Caterham-Renault     | 59        | +1 kolo        | 20               |      |
| 19     | 25  | Charles Pic        | Marussia-Cosworth    | 59        | +1 kolo        | 24               |      |
| 20     | 24  | Timo Glock         | Marussia-Cosworth    | 58        | +2 kola        | 21               |      |
| 21     | 23  | Narain Karthikeyan | HRT-Cosworth         | 58        | +2 kola        | 23               |      |
| 22     | 7   | Michael Schumacher | Mercedes             | 55        | Převodovka     | 14               |      |
| Ret    | 22  | Pedro de la Rosa   | HRT-Cosworth         | 43        | Brzdy          | 22               |      |
| Ret    | 15  | Sergio Pérez       | Sauber-Ferrari       | 21        | Kolize         | 8                |      |
| Zdroj: |     |                    |                      |           |                |                  |      |

Poznámky
1. ↑  Michael Schumacher odstoupil ze závodu, ale byl klasifikován, protože odjel více než 90 % délky závodu.

## Průběžné pořadí po závodě
Pohár jezdců
|   | Pořadí | Jezdec           | Body |
| - | ------ | ---------------- | ---- |
|   | 1      | Sebastian Vettel | 240  |
|   | 2      | Fernando Alonso  | 227  |
|   | 3      | Kimi Räikkönen   | 173  |
| 1 | 4      | Mark Webber      | 167  |
| 1 | 5      | Lewis Hamilton   | 165  |

Pohár konstruktérů
|  | Pořadí | Konstruktér      | Body |
|  | ------ | ---------------- | ---- |
|  | 1      | Red Bull-Renault | 407  |
|  | 2      | Ferrari          | 316  |
|  | 3      | McLaren-Mercedes | 306  |
|  | 4      | Lotus-Renault    | 263  |
|  | 5      | Mercedes         | 136  |